# Pteromalus integer
Pteromalus integer är en stekelart som beskrevs av Walker 1872. Pteromalus integer ingår i släktet Pteromalus och familjen puppglanssteklar. Inga underarter finns listade i Catalogue of Life.